# Чернышово (Тверская область)
Чернышово (Чернышево) — деревня в Торопецком районе Тверской области. Входит в состав Понизовского сельского поселения.

## География
Деревня расположена в юго-восточной части района на берегу реки Черенье (бассейн Торопы). Находится на расстоянии примерно 26 км к востоку от города Торопец. Ближайший населённый пункт — деревня Большое Кислово.
Климат
Деревня, как и весь район, относится к умеренному поясу северного полушария и находится в области переходного климата от океанического к материковому. Лето с температурным режимом +15…+20 °С (днём +20…+25 °С), зима умеренно-морозная −10…−15 °С; при вторжении арктических воздушных масс до −30…-40 °С.
Среднегодовая скорость ветра 3,5—4,2 метра в секунду.

## История
На топографической карте Фёдора Шуберта, изданной в 1871 году, обозначена деревня Чернышева. Имела 6 дворов.
На карте РККА 1923—1941 годов обозначена деревня Чернышево. Имела 37 дворов.

## Население
| 2010 |
| ---- |
| 0    |

Согласно результатам переписи 2002 года, постоянное население деревни составлял 1 человек.